# Korwety typu Flower
Korwety typu Flower – brytyjskie małe okręty eskortowe klasy korweta z okresu II wojny światowej, przeznaczone do zwalczania okrętów podwodnych. W dwóch podstawowych wersjach zbudowano 267 jednostek, które trafiły do Royal Navy, a także innych sojuszniczych marynarek wojennych. Cztery jednostki budowane we Francji zostały przejęte przez Niemców, ukończone i wcielone do służby w Kriegsmarine. Po wojnie użytkowane przez marynarki wojenne i użytkowników cywilnych w wielu krajach. Do dziś zachowała się tylko jedna korweta tego typu, HMCS "Sackville" – okręt muzeum w Halifax (Nowa Szkocja, Kanada).

## Historia
Korwety typu Flower były odpowiedzią na gwałtowne zapotrzebowanie na okręty eskortowe do osłony konwojów alianckich na początku wojny. Wraz z jej wybuchem okazało się, że Wielka Brytania nie posiada dostatecznej liczby niszczycieli, aby zapewnić ochronę transportu morskiego przed atakami niemieckich U-Bootów. Sięgnięto więc do doświadczeń z I wojny światowej, gdzie z powodzeniem używano małych okrętów eskortowych do obrony przed okrętami podwodnymi.
Zaprojektowano okręt o jak najprostszej konstrukcji, który można było budować masowo w wielu małych stoczniach, często niedysponujących odpowiednią technologią do budowy skomplikowanych okrętów wojennych. Ewidentnym przykładem skrajnych uproszczeń była siłownia korwety zaopatrzona w tłokową maszynę parową, praktycznie niestosowaną już w tym czasie na okrętach wojennych, ale o wiele prostszą w wykonaniu niż turbina parowa, która była zazwyczaj stosowana do napędzania okrętów. Okręt musiał być jak najmniejszy, ale o dostatecznie dużej dzielności morskiej, aby towarzyszyć konwojom atlantyckim w trudnych warunkach pogodowych. Wzorowano się na konstrukcji statku wielorybniczego. Korwety typu Flower miały 940-980 ton wyporności, długość ok. 68 m, szerokość ok. 11 m i zanurzenie ok. 3,8 m. Osiągały prędkość maksymalną 16 węzłów i miały zasięg 3500 Mm przy 12 węzłach. Załoga początkowo liczyła 85 osób, potem zwiększono ją do 109.
Okręt zaprojektowano głównie do działań ZOP (zwalczania okrętów podwodnych); podstawowym uzbrojeniem były bomby głębinowe. Artylerię główną stanowiło jedno działo kalibru 102 mm oraz stosunkowo słabe uzbrojenie przeciwlotnicze, które na początku składało się z karabinów maszynowych, w późniejszym okresie wojny montowano zamiast nich armaty przeciwlotnicze kalibru 40 mm i 20 mm.
W trakcie wojny korwety wyposażano w miotacz bomb głębinowych Hedgehog. Do poszukiwania okrętów podwodnych okręty wyposażano w hydrolokatory (szumonamiernik, sonar, ASDIC). W późniejszym okresie na korwetach instalowano również radary.
W czasie wojny utracono kilkadziesiąt korwet typu Flower, z czego 22 zostały zatopione przez okręty podwodne.
| Nazwa                | Data                 | Przyczyna                                       |
| -------------------- | -------------------- | ----------------------------------------------- |
| FFL "Alysse"         | 9 lutego 1942        | Zatopiona przez U-654                           |
| FFL "La Bastiais"    | 22 czerwca 1940      | Zatopiona przez miny morskie                    |
| FFL "Mimosa"         | 9 czerwca 1942       | Zatopiona przez U-124                           |
| HMCS "Alberni"       | 21 sierpnia 1944     | Zatopiona przez U-480                           |
| HMCS "Charlottetown" | 11 września 1942     | Zatopiona przez U-517                           |
| HMCS "Levis"         | 19 września 1941     | Zatopiona przez U-74                            |
| HMCS "Louisburg"     | 6 lutego 1943        | Zatopiona przez niemieckie lotnictwo            |
| HMCS "Regina"        | 8 sierpnia 1944      | Zatopiona przez U-667                           |
| HMCS "Shawinigan"    | 25 listopada 1944    | Zatopiona przez U-1228                          |
| HMCS "Spikenard"     | 11 lutego 1942       | Zatopiona przez U-136                           |
| HMCS "Weyburn"       | 22 lutego 1943       | Zatopiona przez miny morskie                    |
| HMCS "Windflower"    | 7 grudnia 1941       | Zatopiona w wyniku kolizji                      |
| HMS "Arbutus"        | 5 lutego 1942        | Zatopiona przez U-136                           |
| HMS "Asphodel"       | 10 marca 1944        | Zatopiona przez U-575                           |
| HMS "Auricula"       | 6 maja 1942          | Zatopiona przez miny morskie                    |
| HMS "Bluebell"       | 17 lutego 1945       | Zatopiona przez U-711                           |
| HMS "Erica"          | 9 lutego 1943        | Zatopiona przez miny morskie                    |
| HMS "Fleur de Lys"   | 14 października 1941 | Zatopiona przez U-206                           |
| HMS "Gardenia"       | 9 listopada 1942     | Zatopiona w wyniku kolizji                      |
| HMS „Gladiolus”      | 17 października 1941 | Zatopiona przez U-558                           |
| HMS "Godetia"        | 6 września 1940      | Zatopiona w wyniku kolizji                      |
| HMS „Hollyhock”      | 9 kwietnia 1942      | Zatopiona przez japońskie lotnictwo             |
| HMS "Marigold"       | 9 grudnia 1942       | Zatopiona przez włoskie lotnictwo               |
| HMS "Orchis"         | 21 sierpnia 1944     | Zatopiona przez miny morskie (strata całkowita) |
| HMS "Picotee"        | 12 sierpnia 1941     | Zatopiona przez U-568                           |
| HMS "Pink"           | 27 czerwca 1944      | Zatopiona przez U-988 (strata całkowita)        |
| HMS "Polyanthus"     | 21 września 1943     | Zatopiona przez U-952                           |
| HMS "Salvia"         | 24 grudnia 1941      | Zatopiona przez U-568                           |
| HMS „Samphire”       | 30 stycznia 1943     | Zatopiona przez „Platino”                       |
| HMS „Snapdragon”     | 19 grudnia 1942      | Zatopiona przez niemieckie lotnictwo            |
| HMS "Vervain"        | 20 lutego 1945       | Zatopiona przez U-1276                          |
| HMS "Zinnia"         | 23 sierpnia 1941     | Zatopiona przez U-564                           |
| "Montbretia"         | 18 listopada 1942    | Zatopiona przez U-262                           |
| HMCS "Trentonian"    | 22 lutego 1945       | Zatopiona przez U-1004                          |

## W literaturze
Fikcyjna korweta typu Flower o nazwie HMS "Compass Rose" występuje w pierwszej części powieści "Okrutne morze" Nicholasa Monsarrata